# Demolition War
Demolition War est le premier EP du groupe anarcho- punk britannique Subhumans. Il a été enregistré le 8 août 1981, publié à l'origine sur Spiderleg Records en 1981 et a également été publié dans le cadre de la compilation EP-LP sur Bluurg Records en 1985,.

## Liste des chansons
1. "Parasites" - 2:37
2. "Drugs of Youth" - 2:00
3. "Animal" - 2:46
4. "Society" - 1:43
5. "Who's Gonna Fight in the Third World War?" - 2:10
6. "Human Error" - 3:46

## Personnel
- Dick Lucas - chant
- Bruce - guitare
- Grant - basse
- Trotsky - batterie
- Steve C. - producteur